# Magdalena Szafranek
Magdalena Maria Szafranek (ur. 6 września 1977 w Katowicach) – prawniczka, socjolożka, doktor habilitowana, profesor Uniwersytetu Warszawskiego, pracowniczka Instytutu Stosowanych Nauk Społecznych Uniwersytetu Warszawskiego, przewodnicząca Komisji Kodyfikacyjnej Prawa Rodzinnego.

## Wykształcenie
Ukończyła prawo na Wydziale Prawa i Administracji Uniwersytetu Warszawskiego oraz socjologię na Wydziale Stosowanych Nauk Społecznych i Resocjalizacji Uniwersytetu Warszawskiego, natomiast w 2007 r. obroniła dysertację doktorską z zakresu socjologii na temat: „Społeczne role sędziów rodzinnych”. Od 1 listopada 2001 r. pracuje na Uniwersytecie Warszawskim. W 2019 r. Uzyskała habilitację na Wydziale Stosowanych Nauk Społecznych i Resocjalizacji UW przedstawiając rozprawę habilitacyjną „Dobro dziecka jako przedmiot troski społecznej”. W dniu 29 stycznia 2025 r. otrzymała tytuł profesora Uniwersytetu Warszawskiego.

## Działalność
W latach 2009–2011 pracownik Instytutu Rozwoju Służb Społecznych. Od 2012 ekspert International Center for Not-for-Profit Law (ICNL). W wyniku realizacji projektu co roku aktualizowany jest raport zawierający opis i analizę polskiego prawa, które dotyczy organizacji pozarządowych, natomiast od 2016 r. ekspert Indiana University Lilly Family School of Philanthropy. Redaktor naczelna czasopisma „Dziecko krzywdzone. Teoria, badania, praktyka” wydawanego przez Fundację Dzieci Niczyje. Została powołana na stanowisko Rzecznika Dyscyplinarnego ds. Studentów i Doktorantów UW na kadencję 2020-2024.W styczniu 2025 r. zostala powołana na rzecznika dyscyplinarnego do spraw studentów i doktorantów UW na kadencję 2025-2028.
Członek Zarządu Stowarzyszenia Sędziów Rodzinnych w Polsce oraz członek Rady Międzynarodowego Stowarzyszenia Sędziów Rodzinnych i Sędziów Pokoju. 14 maja 2024 r. została przewodniczącą Komisji Kodyfikacyjnej Prawa Rodzinnego, organu powołanego Rozporządzeniem Prezesa Rady Ministrów z dnia 5 marca 2024 r.